# Dínamo solar
La dinamo solar (o dínamo solar) es el proceso físico que genera el campo magnético del Sol. Una dinamo, esencialmente un generador eléctrico de origen natural en el interior del Sol, produce corrientes eléctricas y un campo magnético, siguiendo las leyes de Ampère, Faraday y Ohm, así como las leyes de la hidrodinámica, que en conjunto forman las leyes de la magnetohidrodinámica. El mecanismo detallado de la dinamo solar no se conoce y es el objeto de la investigación actual.

## Mecanismo
Una dinamo convierte la energía cinética en energía electromagnética. Un fluido eléctricamente conductor con cizallamiento o un movimiento más complicado, como la turbulencia, puede amplificar temporalmente un campo magnético a través de la ley de Lenz: el movimiento del fluido con respecto a un campo magnético induce corrientes eléctricas en el fluido que distorsionan el campo inicial. Si el movimiento del fluido es suficientemente complicado, puede sostener su propio campo magnético, con una amplificación de fluido advectiva equilibrando esencialmente la decadencia difusa u óhmica. Dichos sistemas se llaman dínamos autosostenibles. El Sol es una dinamo autosostenible que convierte el movimiento convectivo y la rotación diferencial dentro del Sol a energía electromagnética.

## Ciclo solar
La variación temporal más prominente del campo magnético solar se relaciona con el ciclo solar cuasi-periódico de 11 años, caracterizado por un número creciente y decreciente y el tamaño de las manchas solares. Las manchas solares son visibles como parches oscuros en la fotosfera del Sol y corresponden a concentraciones de campo magnético. En un mínimo solar típico, pocas o ninguna mancha solar es visible. Los que sí aparecen están en altas latitudes solares. A medida que el ciclo solar progresa hacia su máximo, las manchas solares tienden a formar más cerca del ecuador solar, siguiendo la ley de Spörer.
El ciclo de manchas solares de 11 años es la mitad de un ciclo de dínamo solar Babcock-Leighton de 22 años, que corresponde a un intercambio oscilatorio de energía entre campos magnéticos solares toroidales y poloidales. En el máximo del ciclo solar, el campo magnético dipolar poloidal externo está cerca de su fuerza mínima del ciclo de la dinamo, pero un campo cuadrupolar toroidal interno, generado a través de la rotación diferencial dentro de la tachoclina, está cerca de su fuerza máxima. En este punto del ciclo de la dinamo, el surgimiento flotante dentro de la zona de convección fuerza la emergencia del campo magnético toroidal a través de la fotosfera, dando lugar a pares de manchas solares, aproximadamente alineadas este-oeste con polaridades magnéticas opuestas. La polaridad magnética de los pares de manchas solares alterna cada ciclo solar, un fenómeno conocido como el ciclo de Hale.
Durante la fase de declive del ciclo solar, la energía cambia del campo magnético toroidal interno al campo poloidal externo, y las manchas solares disminuyen en número. En el mínimo solar, el campo toroidal es, correspondientemente, a la fuerza mínima, las manchas solares son relativamente raras y el campo poloidal está en la fuerza máxima. Durante el siguiente ciclo, la rotación diferencial convierte la energía magnética de vuelta del campo poloidal al toroidal, con una polaridad que es opuesta al ciclo anterior. El proceso continúa continuamente, y en un escenario idealizado, simplificado, cada ciclo de manchas solares de 11 años corresponde a un cambio en la polaridad del campo magnético a gran escala del Sol.